# Sergio Rodríguez
Sergio Rodríguez Gómez (ur. 12 czerwca 1986 na Teneryfie) – hiszpański koszykarz, grający na pozycji rozgrywającego, aktualnie zawodnik CSKA Moskwa.
Rodríguez w ojczyźnie grał w CB Estudiantes. W sezonie 2004/05 został najlepszym debiutantem rozgrywek ligi ACB. Do NBA został wybrany z 27 numerem w drafcie 2006 przez Phoenix Suns, jednak prawa do niego przekazano Portland, gdzie rozegrał swój debiutancki sezon w Ameryce. Przed sezonem 2009/2010 zasilił szeregi Sacramento Kings, jednak z powodu dużej rywalizacji w zespole na ostatnie trzy miesiące został wypożyczony do New York Knicks, zaliczając tam swój najlepszy okres w USA ze średnią 7,4 punktu, 3,4 asysty oraz 1,4 zbiórki podczas średnio dwudziestu minut na mecz. 6 lipca 2010 roku zawodnik podpisał 3-letnią umowę z Realem Madryt.
Mierzący 191 cm wzrostu koszykarz jest członkiem hiszpańskiej drużyny narodowej. Zdobył z nią złoty medal mistrzostw świata 2006 i srebrny ME 2007, wcześniej sukcesy odnosił także w drużynach juniorskich i młodzieżowych.
13 lipca 2016 podpisał umowę z klubem Philadelphia 76ers. 17 lipca 2017 został zawodnikiem rosyjskiego CSKA Moskwa.

## Osiągnięcia
Stan na 19 maja 2019, na podstawie, o ile nie zaznaczono inaczej.

### Drużynowe
- Mistrz:
  - Euroligi (2015, 2019[7])
  - Rosji/VTB (2018)
  - Hiszpanii (2013, 2015, 2016)
- Wicemistrz:
  - Euroligi (2013, 2014)
  - Hiszpanii (2004, 2012, 2014)
- 4. miejsce w:
  - Eurolidze (2011)
  - Eurocup (2004)
- Zdobywca:
  - Pucharu Interkontynentalnego FIBA (2015)
  - Pucharu Króla (2012, 2014–2016)
  - Superpucharu Hiszpanii (2012, 2013, 2014)
- Finalista Pucharu Hiszpanii (2011)

### Indywidualne
- MVP:
  - Euroligi (2014)[8]
  - Final Four VTB (2018)
  - Superpucharu Hiszpanii (2013)
  - meczu gwiazd VTB (2019)[9]
- Zaliczony do:
  - I składu: 
    - Euroligi (2014)[10]
    - hiszpańskiej ligi ACB (2013, 2014, 2016)

  - II składu Euroligi (2018)
- Laureat nagród:
  - Zawodnik Roku:
    - All-Europe (2014)
    - All-Europeans (2015)

  - Wschodząca Gwiazda ACB (2005)
  - Najbardziej Spektakularny Zawodnik ACB (KIA Award - 2014)[11]
- Uczestnik meczu:
  - gwiazd VTB (2018[12], 2019[13])
  - wschodzących gwiazd - Nike Hoop Summit (2004)[14]
- Lider ligi hiszpańskiej w asystach (2014, 2016)[15]

### Reprezentacja
Drużynowe
- Mistrz:
  - świata (2006)
  - Europy (2015)
  - Europy U–18 (2004)
- Wicemistrz:
  - olimpijski (2012)
  - Europy (2007)
- Brązowy medalista:
  - mistrzostw Europy (2013, 2017)
  - olimpijski (2016)[16]
- Uczestnik:
  - mistrzostw:
    - świata (2006, 2014 – 5 m.)
    - Europy:
      - 2005 – 4. m, 2007, 2013, 2015
      - U–18 (2004)
      - U–20 (2005 – 9. m)

  - igrzysk olimpijskich (2012, 2016)

Indywidualne
- MVP mistrzostw Europy U–18 (2004)
- Zaliczony do I składu mistrzostw Europy:
  - 2015
  - U-18 (2004)
- Lider Eurobasketu U-18 w asystach (2004)